# Авратинская, Дарья Валерьевна
Да́рья Ва́лерьевна Авратинская (род. 14 марта 1994, Нью-Йорк, Нью-Йорк) — российская актриса театра и кино, певица, хореограф. Актриса Театра на Таганке (с 2016), играла в Театре-студии п/р О. П. Табакова. Номинант премии «Золотая маска» (2019).
Дочь Ирины Апексимовой и Валерия Николаева. Замужем за актёром Егором Корешковым

## Биография
Дарья Авратинская (настоящее имя Дарья Николаева) родилась 14 марта 1994 года в Нью-Йорке в семье актёров. Отец — Валерий Николаев, актёр театра и кино, кинорежиссёр, сценарист, хореограф-постановщик. Мать — Ирина Апексимова, актриса, режиссёр театра и кино, театральный деятель, певица, телеведущая и директор Театра на Таганке. Родители развелись, когда дочери было 6 лет. Живёт с матерью, воспитанием занималась бабушка Светлана Яковлевна Апексимова (скончалась в августе 2015 года), приехавшая в Москву из Одессы, росла капризным и «залюбленным» ребёнком. До 12 лет каждое лето с бабушкой проводила у дяди в Нью-Йорке. Взяла девичью фамилию своей прабабушки по материнской линии — Авратинская в качестве сценического псевдонима. Имеет двойное, российско-американское гражданство.
В детстве занималась фигурным катанием, конным спортом и плаванием. Актёрский дебют состоялся в шесть лет в роли ангелочка в спектакле «Щелкунчик». В общеобразовательной школе № 1227 в Москве (2000—2004) была «белой вороной», «блатной», страдала от обвинений одноклассников.
Училась в Хореографической студии при Русском Имперском балете под руководством Гедиминаса Таранды (2000—2004), Московской государственной академии хореографии МГАХ при Большом театре (2004—2009), в 15 лет из-за тяжелой травмы колена была вынуждена закончить карьеру танцовщицы, школе № 232 при ВТУ им. Щепкина (2009—2011).
В 2014 окончила институт театра и кино Ли Страсберга в США. В 2011—2012 год на первом курсе приняла участие в роли Зои Губановой в спектакле «Год, когда я не родился» Константина Богомолова. В 2015 году окончила Школу-студию МХАТ (курс Дмитрия Брусникина), актёрский факультет по специальности «Актерское мастерство». Играла дипломную роль в спектакле «Бесы» у Михаила Дмитриевича Мокеева. Принимала участие в постановках Продюсерского центра Ирины Апексимовой и Имперского русского балета. Работала в агентстве LONDON. Была ленивой троечницей, не хотела учиться, неинтересно было читать, писать, хотела заниматься лишь творчеством, на первом курсе МХАТ профессор РГГУ Дмитрий Петрович Бак привил интерес к литературе и желание делать режиссёрские экспликации.

### Личная жизнь
Замужем за актёром Егором Корешковым с марта 2022 года.

## Творчество
С 2016 года играет на сценах российских театров Олега Табакова, МХАТ им. А. П. Чехова, Театр Наций, Театра на Таганке, которым руководит мать Ирина Апексимова, главные роли в спектаклях «Чайка 73458», «Суини Тодд, маньяк-цирюльник с Флит-стрит», «Беги, Алиса, беги», «Гордость и предубеждение», «Снегурочка», за которые удостоилась похвалы зрителей и критиков.
В 2012 году актриса дебютировала в многосерийном криминальном детективе «Топтуны» в роли Марии под фамилией Авратинская. С 2013 по 2017 годы снялась в сериале «Журналюги», в роли члена оргкомитета в сериале «Молодежка», сыграла Марику в драматическом сериале «Оптимисты». В 2017 году сыграла небольшую роль в драматическом фильме-спектакле Дайнюса Казлаускаса «Чайка». В следующем году Авратинская получила роль Милы в фантастической драме Явора Гырдева «Икария». В 2020 году актриса сыграла главную роль в мини-сериале «Незабытая».
В 2019 году снималась в военной музыкальной мелодраме «Счастье моё» Алексея Франдетти о подвиге артистов фронтовой бригады в главной роли Лары в дуэте с Сергеем Безруковым, фильм выйдет в 2022 году. В мюзикле «Москва! Я люблю тебя!» выступала в качестве звезды российской эстрады рядом с пользователями «Активного гражданина». Исполнила роль Пользы в мюзикле «Стиляги» режиссёра в театре Наций, удостоившись номинации на премию.
В 2020 году исполняет роль Эльмиры в спектакле «Lё Тартюф» и выступает ассистентом режиссёра Юрия Муравицкого по хореографии. 27 марта 2021 года создала музыкальный коллектив ВИА «Кама» из молодых артистов театра на Таганке, названный в честь знаменитого ресторана, когда-то располагавшегося в здании театра, выступает с концертами.
В октябре 2021 года на Балу Дебютанток журнала Tatler появилась в компании с 35-летним Егором Корешковым, вызвав разговоры. Признается, что «нравятся мужчины постарше», ровесников игнорирует.

### Роли в театре
Учебный театр Школы-студии МХАТ
- «Выключатель» по мотивам пьес М.Курочкина (реж. Дмитрий Брусникин, Максим Курочкин, Олег Тополянский, Михаил Мокеев) — Буся (2014)
- «Конармия» по мотивам рассказов И.Бабеля (реж. Максим Диденко) — (2014)
- «Переворот» Дмитрий Пригов (реж. Юрий Муравицкий, театр «Практика») — (2015)

Театр-студия п/р О. П. Табакова
- «Год, когда я не родился» по пьесе Виктора Розова «Гнездо глухаря» (реж. Константин Богомолов) — Зоя Губанова (2012)

МХАТ им. А. П. Чехова
- «Гордость и предубеждение» по роману Джейн Остин (реж. А. Франдетти) — Элизабет Беннет (2016)

Театра на Таганке
- «Старая, старая сказка» Х. К. Андерсен (реж. Н. Скорик) — Принцесса (2016)
- «Чайка 73458» А. П. Чехов (реж. Д.Казлаускас) — Нина Заречная (2017)
- «Суини Тодд, маньяк-цирюльник с Флит-стрит» С.Сондхайм, Х. Уиллер (реж. А.Франдетти) — Джоанна (2017)
- «Старший сын» Александр Вампилов (реж. Денис Бокурадзе) — Нина (2017)
- «Басня» И. А. Крылов (реж. А.Кайдановский) — Собака (2018)
- «Беги, Алиса, беги» В. С. Высоцкий, В. В. Печейкин (реж. Максим Диденко) — Алиса 2, Алиса Ночи (2018)
- «Теллурия» Владимир Сорокин (реж. Константин Богомолов) — (2019)
- «Снегурочка» А. Островский (реж. Денис Азаров) — Снегурочка (2020)
- «Lё Тартюф. Комедия» Жан-Батист Мольер (реж. Юрий Муравицкий) — Эльмира (2020)
- «Земляничная поляна» (реж. Георгий Сурков) — Сара, Сара 2, Смерть (2022)

Театр наций
- «Стиляги» по сценарию Ю. Короткова «Буги на костях» (реж. А. Франдетти) — Польза (2019)

Парк Горького
- «Москва! Я люблю тебя» (реж. А. Франдетти) — Лёля (2019)

### Фильмография
- 2012 — Топтуны (реж. Сергей Артимович, Сергей Векслер) — Маша, дочь Ирины (Фильм № 7 «Внеклассное чтение»)
- 2014 — Молодёжка-2 (реж. Сергей Арланов) — Екатерина Сафронова, Катя член оргкомитета «Кубка вызова»
- 2016 — Журналюги (режиссёр Сергей Коротаев) — эпизод
- 2017 — Оптимисты (реж. Алексей Попогребский) — Марика
- 2020 — Естественный отбор (реж. Кирилл Алёхин) — Оля
- 2020 — Незабытая (реж. А. Селиванов) — Анна
- 2020 — В Изоляции (реж. А. Митс) — Даша
- 2022 — Икария (реж. Явор Гырдев) — Мила
- 2022 — Химера (реж. Душан Глигоров) — Карина
- 2022 — Багровый туман (реж. Валентина Власова) — Аглая
- 2023 — Счастье моё (реж. Алексей Франдетти) — Лара Вишнеская

## Признание и награды
- Победительница конкурса Клипстрим (2007).
- Номинация «Лучшая женская роль» в категории «Оперетта — Мюзикл» премии «Золотая маска» за роль Пользы в мюзикле «Стиляги»[28]
- Премия города Москвы в области литературы и искусства (2022) — за исполнение главной роли в спектакле «Земляничная поляна»[29]

## Критика
В авторитетных изданиях у критиков зарекомендовала себя перспективной актрисы со звёздным будущим на московских театрально-музыкальных подмостках, многие специалисты восхитились игрой и осыпали предложениями, у зрителей как актриса, достающая роли «по блату». В театре матери занята в большинстве постановок, пришла сразу на роль Нины Заречной играть рядом с мамой, мать не нанимает молодых актрис, избавив дочь от конкуренции, достает связями контракты в проекты, трудовой договор позволяет работать и в других театрах. «Роли я получаю честно. В Театре на Таганке все честно. Не за красивые глаза меня утверждают на роли, а после кастингов», — рассказала актриса. Станислав Садальский обвинил мать в намеренном продвижении «профнепригодной дочери», и раскритиковал игру Дарьи в спектакле «Снегурочка». «Это было ужасно, я еле выдержал первый акт», — рассказал артист.
«Однажды я пришел в Театр на Таганке — посмотреть спектакль „Снегурочка“, где главную роль играла дочь Ирины Апексимовой (актриса Дарья Авратинская). Это замечательная пьеса Островского, но поставлена она так, что даже не видно лиц актёров. На мой личный взгляд, Дарья профнепригодна, но при этом она царит на сцене. Это было просто ужасно, я еле выдержал первый акт. Я понимаю, что для Ирины Апексимовой дочь важнее коллектива, но все-таки это театр. Тогда нужно создавать свою частную антрепризу и платить за дочку. Апексимова сделала хороший театр, но семейственность ни к чему хорошему не приведет», — рассказал артист.
У актрисы была интрига с женатым режиссёром Алексеем Франдетти, благодаря которому получила роли в мюзиклах, номинации на премию, предложения на съемки в фильмах и известность. В «Суини Тодд, маньяк-цирюльник с Флит-стрит» музыка Стивена Сондхайма изначально написана для оперных певцов, для Дарьи стало серьёзным испытанием: «я никогда не занималась пением, вокалом, музыкой, никогда в своей жизни не училась петь и не сидела за музыкальными инструментами. Даже выпуская „Суини Тодда“ и „Гордость“, я не брала уроки вокала. При моем достаточно низком голосе и притом что это не моя тесситура (я абсолютно не сопрано), я какими-то способами пытаюсь брать эти ноты. Не могу сказать, что исполняю партию идеально, но каждый раз прилагаю неимоверные усилия. И каждый раз перед „Суини Тоддом“ у меня трясутся руки, как будто сейчас премьера». После МХАТа ушла от Брусникина, и целый год была без работы, с Франдетти развила карьеру и исполняет большие роли в российских мюзиклах. «Ноты для меня до сих пор какая-то китайская грамота, представляю, как они на клавишах расположены, все хорошо запоминаю на слух». Франдетти очень благодарна за помощь в Театре Наций, про личные отношения предлагает спросить у Алексея.
"Я пришла на свой первый кастинг Таганки как раз к Франдетти — на «Суини Тодда». Он отобрал меня в эту историю, а уже потом отсюда позвал работать в «Гордости и Предубеждении» в МХТ. То есть в принципе благодаря Алексею Франдетти у меня началась самостоятельная актёрская жизнь. Алексей Франдетти открыл для меня музыкальный жанр поспособствовал моему творческому становлению, самостоятельности в профессии. Ведь когда я окончила Школу-студию МХАТ, я была единственной, кто сразу же ушел из Мастерской Брусникина. Поэтому почти год я находилась в творческом вакууме, я искала себя, собиралась даже поступать в МГИМО, но совершенно случайным образом появился Алексей Франдетти и позвал меня в МХТ им. Чехова играть в его спектакле «Гордость и предубеждение», — рассказала Авратинская.

### Мюзикл «Суини Тодд, маньяк-цирюльник с Флит-стрит»
Лучший женский голос — актриса Дарья Авратинская, исполняющая роль дочери Тодда Джоанны. Тот случай, когда семейственность (Дарья — дочь директора Театра на Таганке Ирины Апексимовой) пошла делу только на пользу.
Борис Барабанов. В ритме фарша // Коммерсантъ : интернет-газета. — 2017. — 28 октября (№ 16). — С. 4.
Особенно можно выделить игру и исполнение Дарьи Авратинской. Дочь Ирины Апексимовой уже не в первый раз доказывает, что способна поражать не только своей красотой, статью и умением двигаться на балу дебютанток известного модного журнала, но и драматическим и вокальным мастерством. Тут можно вспомнить спектакль Константина Богомолова "Год, когда я не родился", поставленный на сцене МХТ, где она играет в паре с Павлом Табаковым. Но там такого пения Дарьи Авратинской вы не услышите.
Сусанна Альперина. Таганский цирюльник // Российская газета : интернет-газета. — 2017. — 30 января (№ 26(7192)).

### Мюзикл «Гордость и предубеждение»
Главная роль досталась Дарье Авратинской, актрисе «Мастерской Дмитрия Брусникина», дочери Ирины Апексимовой и Валерия Николаева. На премьере «Гордости и предубеждения» мы открыли в Дарье летящий, характерный, сильный голос, пластичность, яркую мимику и мечтательную женственность. Не случайно в свои постановки ее берут и К.Богомолов, и М.Диденко.
Лиза Лернер. «Гордость и предубеждение» - музыкальная премьера в МХТ им.Чехова! Российская газета (24 сентября 2016).
«Темная лошадка» этого каста – юная Дарья Авратинская, дочь Ирины Апексимовой, которой доверили главную партию. И она оказалась вполне убедительной в образе скромной девушки с сильным характером, хотя в драматическом театре хотелось бы увидеть более глубокую разработку этой роли.
Марина Шимадина. «Гордость и предубеждение» спели в МХТ им. Чехова. Театрал (26 сентября 2016).

### «Снегурочка»
Снегурочка (Дарья Авратинская) – робкая девочка не от мира сего, дитя свободы и строгости одновременно. Девушка хочет на волю, чтобы слушать «людские песни», а не сушить грибы и увядать в заточении.
Вероника Словохотова. "Снегурочка", или С легким паром! Новая газета (1 октября 2020).
Дарья Авратинская отстранена и по-детски наивна как Снегурочки и до нее, но при столкновении с жестокостью внешнего мира, начинает проявлять человеческую природу своей героини — не  языческую суть, а христианское терпение, воспитанное в народе, принужденном сносить и тяжесть власти, и жестокость общественной морали.
Юлия Кармазина. «Снегурочка» в Театре на Таганке: перемен требуют наши сердца. Ваш досуг (8 сентября 2020).
«Классическую» роль здесь исполняет только Дарья Авратинская, она же Снегурочка. Это нежная, милая и наивная девушка, которая ищет счастья и любви. В первый раз Снегурочка предстает перед зрителями будто с одноименной картины Васнецова, что еще больше отличает ее от других персонажей в ярких и современных одеждах.
Татьяна Носачева. «Снегурочка» в Театре на Таганке: cказка для взрослых по пьесе Островского. Localdramaqueen (21 октября 2020).
Дарья Авратинская создает образ инопланетянки из нюансов — в пластике, голосе, мимике. В простом просторном платьишке, осанка в струнку, по-балетному разведены в стороны мыски — неказистый подросток из хореографического класса, едва девушка. Ученица Брусникина, Авратинская умеет быть «ненарошной». Безэмоциональной, но нескучной. Сдержанной, но выразительной. Ее Снегурочка блуждает в мире берендеев немым вопросом «а что вообще происходит?». Неуместная в каждой сцене, трогательная в своем непонимании: а зачем Лелю поцелуи? А как это «Снегурочка-жена»? А почему Мизгирь не слышит отказа? Запутывается в новогодней гирлянде в поисках сердечного тепла.
Татьяна Носачева. Театр в стиле Инстаграм. Петербургский театральный журнал (1 ноября 2020).
Роль Снегурочки, незнающей любви красавицы, немного инертной, холодноватой сыграла Дарья Авратинская.
Жизнь за любовь! Снегурочка на Таганке. Русский блоггер (6 сентября 2020).
Снегурочка - Дарья Авратинская - на сцене появляется в костюме-реплике с одноименной картины Васнецова. Наряд вобрал в себя оттенки снега, леса И неба. Снегурочка - единственная героиня в этой современной истории, которая сохранила классический образ. Стихотворная форма плюс русский язык с устаревшими И малопонятными словами Для актрисы стали настоящим вызовом.
Татьяна Носачева. Театр на Таганке готовит премьеру спектакля "Снегурочка". Россия-Культура (3 сентября 2020).

### «Беги, Алиса, беги»
То же происходит и с Алисой. Их трое в одинаковых аккуратненьких платьицах: маленькая Алиса-1 (ее исполняет юная Настя Мутигуллина), настоящая Алиса-2 (Дарья Авратинская) и большая Алиса-3 (Екатерина Рябушинская). Да и «конфликт интересов» в том, что ее дочь Дарья Авратинская исполнила заглавную партию, тоже усмотреть не удастся. Балетное прошлое дает о себе знать – актриса наиболее профессионально исполняет сложную пластическую партитуру.
Елизавета Авдошина. Ирина Апексимова стала Червивой Королевой // Новая газета : интернет-назета. — 2018. — 29 января.

### «Lё Тартюф. Комедия»
Оттого и рушится дом Оргона. Рушится на глазах: в потолке угадываются трещины, бумажные стенки становятся все более тонкими, и в какой-то момент Оргон (Василий Уриевский) выкидывает надоевшего ему увальня Дамиса (Павел Комаров), просто швырнув об стену — в ней образуется черная дыра, куда потом с акробатической ловкостью и смачным визгом вылетит Эльмира (Дарья Авратинская). Но Тартюф, повозившись в черноте, вытащит ее и завалит на стол.
Мольером об стену // Коммерсантъ : интернет-газета. — 2020. — 4 марта (№ 39). — С. 11.
Оттого и кульминационная сцена Эльмиры и Тартюфа приобретает особо эротичный характер. Пока Оргон (Василий Уриевский) набирается обличительных доказательств под столом, на нем месье Тартюф вовсю испытывает потрясающую растяжку Эльмиры (точнее, актрисы Дарьи Авратинской, чье балетное прошлое пришлось кстати).
Иветта Невинная. Театр на Таганке показал эротический трагифарс с французским шиком // Московский комсомолец : интернет-газета. — 2020. — 2 февраля (№ 2(8185)).